# Бусра ал-Харир
Бусра ал-Харир (на арабски: بصرالحرير) е град в Южна Сирия, част от мухафаза Дараа, разположен в равнината Авран. Намира се североизточно от Дара и северозападно от Сувейда. При преброяването от 2004 г. на Централното статистическо бюро Бусра ал-Харир има население от 13 315 души.

## История
Бусра ал-Харир е идентифициран с град Босор, споменат в Първа книга Макавейска (2 век пр. н. е.), където Галаад е превзет от Юда Макавей. Градът се споменава и в мозайката на Рехов от 3-ти век. В града са открити обширни руини от византийската епоха. Сред руините е римски храм, посветен на неопределено божество, който е осветен като църква през 517/18 г. от н. е. Храмът е построен от Фл. Хрисафий, но е осветен от архидякон Илия, подчинен на Зоравския епископ Вар. Известно християнско семейство през тази епоха, Майоринус, поддържа своите имоти в Бусра ал-Харир. Семейството играе важна роля в покръстването на жителите на равнината Ладжат в християнството. Възможно е гробът на Илия да е този на пророк Елисей.
Бусра ал-Харир е посетен от мюсюлманския географ Якут ал-Хамауи по време на управлението на Аюбидите през 1220-те години. Той го нарича "Буср" и отбелязва, че е "село на Авран" в равнината Ладжат. Буср има светилище, посветено на пророка Иисус Навин (Наби Юша) и гробницата на Шейх ал-Харири. Според ал-Харауи, гробът на Елисей все още е бил почитан в Буср. Харирия, силно пантеистична секта от суфийския орден Рифаия, е основана в Буср през 1247 г. от нейния съименник Али ибн Аби'л Хасан ал-Харири ал-Марвази. Ученията на сектата са отхвърлени във фетва от учения от мамелюкската епоха.

### Османска епоха
По време на ранното управление на Османската империя Бусра ал-Харир е голямо село. През 1596 г. се появява в османските дефтери като "Буср" и е част от нахията (подрайон) на Бади Сарма в санджак Хауран. По това време има изцяло мюсюлманско население от 42 домакинства и 31 ергени, които плащат данък от 40% различни селскостопански продукти, като пшеница, ечемик, летни култури, кози и/или кошери; общо 17 000 акчета.
През 1838 г. Илай Смит отбелязва, че жителите са предимно мюсюлмани сунити.
Към края на османското владичество в Сирия, жителите на Бусра ал-Харир влизат в редовни сблъсъци с жителите на Джабал ал-Друзе. През 1879 г. избухват битки между жителите на града и друзите, след като мюсюлманските жители на няколко близки села бягат в Бусра ал-Харир в резултат на битките между фамилията ал-Атраш, водещ клан на друзите, и местните бедуини. Под натиск от страна на османското правителство в Дамаск същата година е постигнато примирие, предвиждащо друзите да евакуират мюсюлманските села в Авран, окупирани през предходните години.
До 1885 г. османското правителство създава Бусра ал-Харир като една от 42-те станции в телеграфната мрежа, която се простира от Алепо на север до Газа на юг. През 1892 г. Осман Нури паша, османският губернатор на Дамаск, иска завършването на регистрацията на земята в Бусра ал-Харир в опит да разшири контрола на централното правителство върху отдалечените региони Хауран и Трансйордания. Жителите на града се съпротивляват на мярката, което води до престрелка и раняването на областния управител.
През май 1909 г. спор между главатаря на Джабал ал-Друз, Яхя „Бей“ Атраш, и неговия партньор в парна мелница в Бусра ал-Харир води до въоръжени сблъсъци между друзите и жителите на града. Последните са подкрепени от османското правителство, което подготвя голяма армия, начело със Сами паша Фаруки, за да потуши бунта на друзите през август 1910 г. Бусра ал-Харир е един от основните гарнизонни градове, от които османската армия стартира кампанията си. Силите на Атраш са решително победени с около 2000 убити друзи и стотици бойци хвърлени в затвора. Следователно османското правителство успешно започва процеса на разширяване на прякото управление върху Авран.

### Сирийска гражданска война
Съобщава се, че Бусра ал-Харир е „бастион на бунтовническата Свободна сирийска армия“ по време на сирийските протести през 2011 – 2012 г. срещу правителството на Башар Асад, според BBC. От града и близкия район са атакувани военни линии за доставки. Съобщава се за двама жители, убити от силите за сигурност на 10 юни 2011 г., според опозицията. Държавната телевизия съобщава, че на 16 септември в града е застрелян полицай. На 11 декември базираната в Изра 12-та бронирана бригада на сирийската армия нахлува в града в опит да прогони бойците на Свободната сирийска армия. Според опозиционни активисти двама души са убити и десетки са ранени, след като Бусра ал-Харир е обстрелван от танкове на сирийската армия през април 2012 г. В края на август 2014 г. бунтовническите батальони се насочват към държаните от правителството райони в града, докато армейските части към бунтовнически превозни средства.
На 24 юни 2018 г. Сирийската арабска армия и нейният елитен клон, Тигровите сили на Сухейл ал-Хасан, навлизат в града, след като въздушните удари, извършени от руските военновъздушни сили, проправят пътя за нападението. Те превзеха града на 26 юни 2018 г.